# Knöltillandsia
Knöltillandsia (Tillandsia bulbosa) är en art inom familjen ananasväxter. Arten förekommer naturligt i tropiska Amerika, från Mexiko till Västindien och norra Sydamerika. Arten odlas som rumsväxt i Sverige.

## Synonymer
- Platystachys bulbosa (W.J.Hooker) Beer
- Platystachys erythraea (Lindl. & Paxton) Beer
- Platystachys inanis (Lindl. & Paxton) Beer
- Pourretia hanisiana E. Morren ex E. Morren
- Tillandsia bulbosa W.J.Hooker
- Tillandsia bulbosa f. alba Takizawa
- Tillandsia bulbosa var. brasiliensis Schult. f.
- Tillandsia bulbosa var. picta W.J.Hooker
- Tillandsia erythraea Lindl. & Paxton
- Tillandsia inanis Lindl. & Paxton
- Tillandsia pumila Griseb.
- Tillandsia pumila Lindl. & Paxton